# 赫捷
赫捷（1960年－）中国医学家，主要从事肺癌、食管癌等胸部肿瘤疾病的早诊早治、外科治疗及综合治疗工作。取得白求恩医科大学医学学士，中国协和医科大学医学博士。
担任中国医学科学院肿瘤医院院长、中国抗癌协会食管癌专业委员会主任委员。2013年当选中国科学院院士。。他是第十三届全国人大代表、第十四届全国人大常委会委员。